# 新潟県道121号東三条停車場線

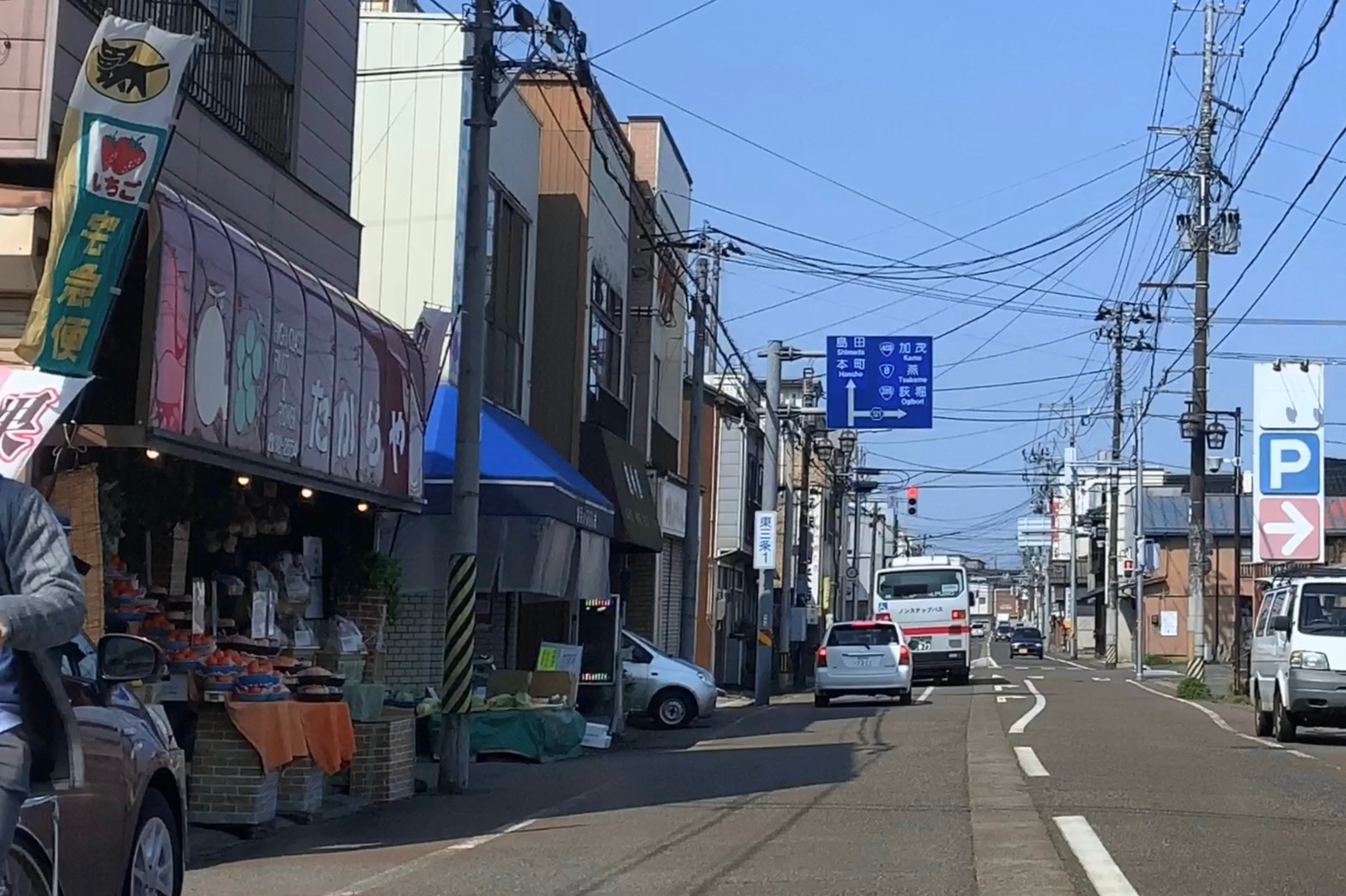
三条市東三条1丁目付近（2020年4月）

新潟県道121号東三条停車場線（にいがたけんどう121ごう ひがしさんじょうていしゃじょうせん）は、新潟県三条市内を通る一般県道である。

## 概要

### 路線データ
- 起点：東三条停車場（新潟県三条市東三条1丁目）
- 終点：新潟県三条市西裏館1丁目（新潟県道8号長岡見附三条線交点）

## 地理

### 通過する自治体
- 新潟県三条市

### 接続する道路
- 三条市道（起点：東三条駅交差点、東三条駅北）
- 新潟県道8号長岡見附三条線（終点：三条市西裏館1丁目）

### 周辺
- JR信越本線
  - 東三条駅
- JR弥彦線
  - 東三条駅 - 北三条駅
- 新潟地方検察庁 三条支部
  - 三条区検察庁
- 新潟地方裁判所 三条支部
  - 三条簡易裁判所
- 新潟家庭裁判所 三条支部
- 日本年金機構 三条年金事務所
- 新潟県警察 三条警察署
- 三条市消防本部 三条市消防署
- 新潟県三条地域振興局
  - 県税部
  - 健康福祉環境部
    - 三条保健所
    - 三条地域福祉事務所
- 社会医療法人嵐陽会 三之町病院
- 医療法人積発堂 富永草野病院
- 三条市役所 三条庁舎
- 新潟県立三条商業高等学校
- 三条市立第二中学校
- 三条市立第三中学校
- 三条市立一ノ木戸小学校
- 三条市立三条小学校
- 三条市立裏館小学校
- 大光銀行 東三条支店
- 新潟県労働金庫 三条支店
- JAにいがた南蒲 本店
- 三条郵便局
- 東三条郵便局
- イオン 三条店
- ベイシアマート 三条店
- ウオロク 興野店
- スーパーマルセン
  - 興野店
  - 荒町店
- クスリのコダマ 東三条店
- ウエルシア薬局 新潟三条店
- クスリのアオキ
  - 三条北店
  - 荒町店
  - 興野店
- イエローハット 三条店